# Kewet
Kewet er en elbil, der siden 2007 har det været fremstillet under navnet Buddy af Elbil Norge A/S i Oslo i Norge. Det er en teknisk enkel  bil, beregnet til nærtrafik, og der produceres kun en model ad gangen - den nyeste model er en lille bil med 3 sæder.
De første 5 biler havde kun to sæder. Bilen har en rækkevidde på mellem 50 og 80 kilometer, før den skal genoplades, og tophastigheden er 80 km/t. Hastigheden kan justeres ned, så kan man sælge dem som en "kvarter-elektrisk" (NEV) i USA. Med Li-ion batterier, er rækkevidden omkring 150 kilometer. Rammen er fremstillet af galvaniseret stål, mens dens krop er af GRP.

## Historie
Kewet blev oprindeligt grundlagt og udviklet i Hadsund i perioden 1991 til 1995. Produktionen blev derefter flyttet til Nordhausen i Tyskland i et par år, før den flyttede tilbage til Hadsund. Lidt over 1000 elbiler blev der produceret på fem stadier af udvikling, de blev solgt i 18 lande. I 1998 blev alle rettigheder erhvervet af Elbil Norge A/S (herefter kaldet Peer Car AS). De bygninger Kewet holdt til i Hadsund, er i dag omdannet til Hadsund Lagerhotel hvor virksomheder kan leje sig ind i bygningen. Nilfisk-ALTO og et par andre virksomheder holder til i bygningen i dag.

## Modeller
Seks generationer af Kewet er blevet fremstillet:
- Model 1 og 2 brugte 48 volt systemer, 5 kW motorer er udstyret med en fire-trins manuel gearkasse.
- Model 3 var udstyret med et 48 volt system, en 7,5 kW motor og en enkelt-trins gearkasse.
- Model 4 brugte 60 volt systemer og en 10 kW motor.
- Model 5 brugt 72 volt systemer med en 12 kW motor. Det var også tilgængelig som en varevogn.
- Model 6 (Buddy) bruger 72 volt systemer med en 13 kW motor.